# بریگه
بریگه (به آلمانی: Breege) یک شهر در آلمان است که در فرپومرن-روگن واقع شده‌است. بریگه ۷۹۳ نفر جمعیت دارد.